# Josef Věntus
Josef Věntus (* 17. února 1931, Kylešovice – prosinec 2001) byl český veslař a reprezentant Československa. V roce 1960 získal na LOH 1960 bronzovou medaili v závodě osmiveslic a stejného úspěchu dosáhl podruhé na LOH 1964. Byl také účastníkem LOH 1956.